# Saphesia
Saphesia (лат.) — монотипный род суккулентных растений семейства Аизовые (Aizoaceae), подсемейства Ruschioideae, трибы Saphesieae, произрастающий на территории Капской провинции Южно-Африканской Республики. На 2023 год, включает один вид — Saphesia flaccida.

## Название
Родовое латинское (научное) название Saphesia происходит от греческого слова saphes, — «отчетливый». Это указывает на уникальные характеристики растения, отличающие его от всех других известных членов семейства.
Из-за отсутствия официального русскоязычного названия рода в авторитетных источниках, вероятное произношение на русском языке может быть сформировано как «Сафезия».

## Ботаническое описание
Saphesia flaccida — раскидистое, голое многолетнее травянистое растение. Оно имеет ширину до 60 см и высоту до 20 см. Стебли полегающие, часто поддерживаемые окружающей растительностью, имеют длину до 30 см, диаметром 3-4 мм, с устойчивым клубневидным основанием. Цвет стеблей, листьев и плодов вначале серо-зеленый, но со временем становится пурпурно-зеленым. Старые подземные стебли приобретают коричневый цвет. Клубни продолговатые. Листья очередные. Вначале они скученные и розетковидные у основания, но на цветущих боковых побегах они располагаются рыхло. Листья линейные и обратноланцетные, размером 45-160 х 6-10 мм. Они дорзивентрально уплощены и в нижней половине имеют желобчатую структуру, восходящие, с вершинами, загибающимися вверх.
Цветки одиночные. Их диаметр составляет примерно 40 мм. Цветоножки тонкие и имеют длину 30-90 мм. Чашелистиков цветка 5, и они неравные. Лепестки также неравные, составляют 3 или 4 ряда и короче чашелистиков. Они имеют чисто-белый цвет. Вокруг тычинок располагаются стаминодии. Нектарник невысокий и имеет зубчатое кольцо. Плод представляет собой 5-гнездную коробочку. Она открывается апикально при высыхании. Дно капсул дистально расширено, образуя прикрытое кольцо полукарманов. Семена мелкого типа, темно-коричневые.

## Таксономия
Saphesia N.E.Br., первое упоминание в Gard. Chron., ser. 3, 91: 205. (1932).

### Виды
Согласно данным сайта WFO Plantlist на июнь 2023 года, род состоит из 1 вида:
- Saphesia flaccida (Jacq.) N.E.Br.